# Hoa Xuande
Nguyễn Xuân Hòa, hay được biết với nghệ danh Hoa Xuande (/ˈhwɑː ʃɔːnˈdeɪ/), là một diễn viên người Úc gốc Việt. Nổi tiếng nhờ vai diễn Lin trong phim truyền hình chuyển thể Cowboy Bebop phát hành năm 2021. Anh cũng tham gia vào phim truyền hình Hungry Ghosts và phim truyền hình hài Ronny Chieng: International Student. Năm 2022, anh thông báo việc sẽ đóng vai chính của phim truyền hình Cảm tình viên ra mắt năm 2024.

## Tiểu sử và Học vấn
Hoa Xuande sinh ra trong một gia đình gốc Việt. Tốt nghiệp Trung học Trinity Grammar tại Kew, Victoria và theo học ngành diễn viên tai Học viện Sân khấu Nghệ thuật Tây Úc tại Melbourne.

## Sự nghiệp
Năm 2016, Xuande đóng vai Elvin phim truyền hình hài Ronny Chieng: International Student sản xuất bởi đài ABC Úc, cùng Ronny Chieng, Molly Daniels, Shuang Hu, Patch May và diễn viên hài Anthony Morgan.
Năm 2020, anh đóng vai Khoa trong phim truyền hình Hungry Ghosts sản xuất bởi đài SBS Úc.
Năm 2021, anh đóng vai Lin trong phim truyền hình chuyển thể Cowboy Bebop.
Năm 2022, Xuande thông báo việc sẽ đóng vai chính của phim truyền hình hài đen - chính kịch - lịch sử Cảm tình viên ra mắt năm 2024 và sản xuất bởi dài HBO và xưởng phim A24. Là bản chuyển thể của quyển tiểu thuyết cùng tên của tác giả Việt Thanh Nguyễn.

## Danh sách phim

### Phim
| Năm  | Phim             | Vai diễn          |
| ---- | ---------------- | ----------------- |
| 2017 | OtherLife        | Lập trình viên #1 |
| 2022 | A Stitch in Time | Hamish            |

### Phim truyền hình
| Năm       | Phim                                | Vai diễn  | Ghi chú                           |
| --------- | ----------------------------------- | --------- | --------------------------------- |
| 2016-2017 | Ronny Chieng: International Student | Elvin     | Trong dàn diễn viên chính (7 tập) |
| 2017      | Top of the Lake: China Girl         | Walker    | 1 tập                             |
| 2017      | Cleverman                           | Cố vấn #1 | 1 tập                             |
| 2020      | Hungry Ghosts                       | Khoa      | 4 tập                             |
| 2021      | Cowboy Bebop                        | Lin       | 7 tập                             |
| 2023      | Last King of the Cross              | Romeo     | 7 tập                             |
| 2024      | Cảm tình viên                       | Đại úy    | Vai chính                         |